# イースタンタウンシップス

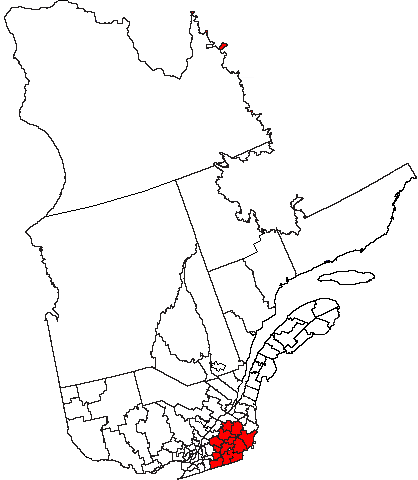
イースタンタウンシップス

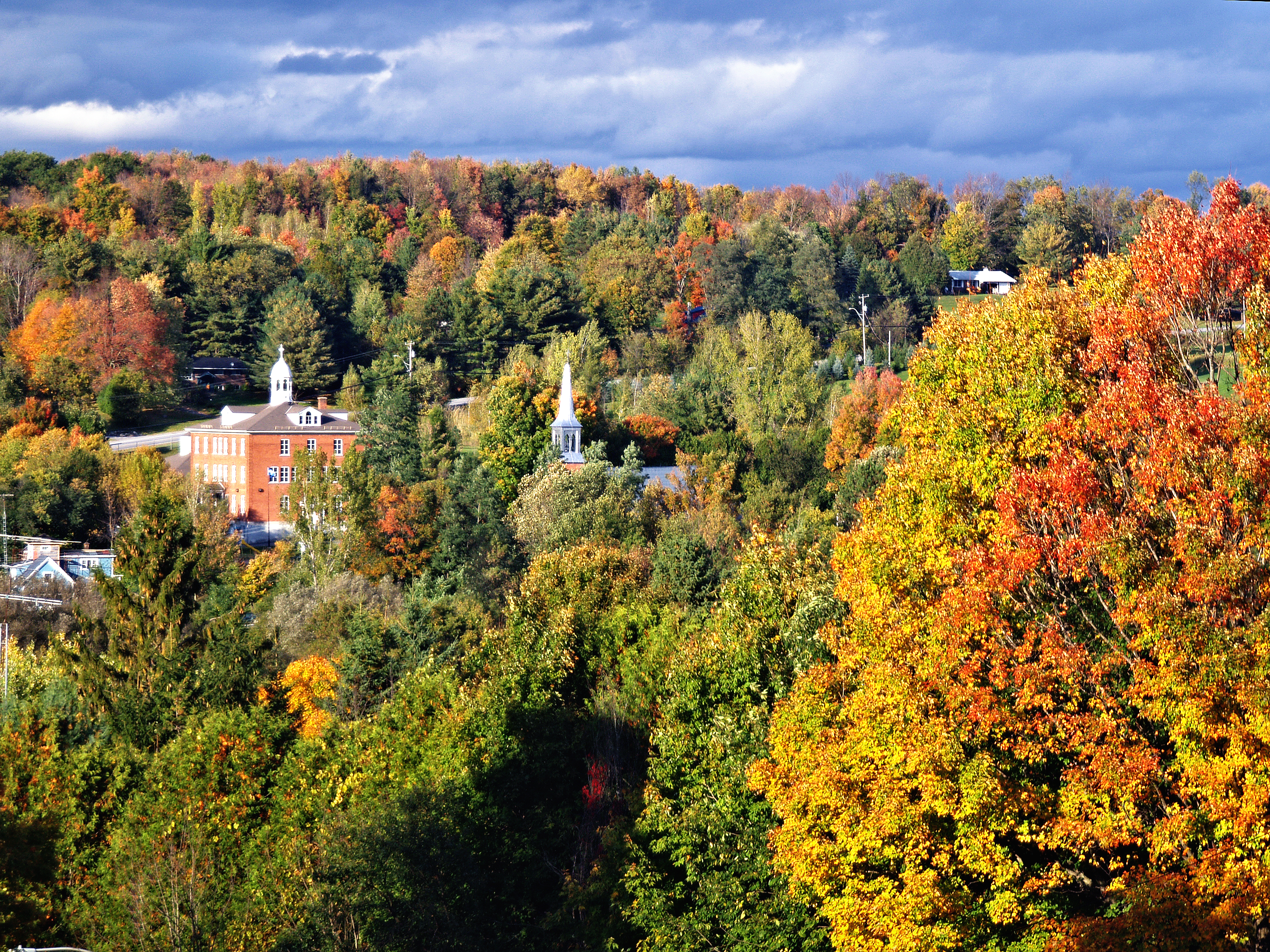
フレリトビュールの紅葉

イースタンタウンシップス（フランス語: Cantons de l'Est、英語: The Eastern Townships）はカナダ・ケベック州のかつての地方行政区の1つで、セントローレンス川とアメリカ合衆国の国境との間に位置し、現在は観光リゾートエリアとして知られている。フランス語での名称はCantons de l'Est。現在のケベック州の行政区分では、エストリー地域の大部分に相当し、センター・デュ・ケベック地域、モンテレジー地域、ショーディエール・アパラッシュ地域の一部も該当する。
酪農やリンゴやベリーをはじめとした果樹栽培が盛んに行なわれているほか、メープルシロップの世界有数の生産地である。アパラチア山脈のなだらかな山々と湖が作る風光明媚な景色に英国王党派が作り上げたタウンシップの集落のニューイングランド文化とケベックのフランス文化が混ざり合った観光地として知られており、世界的な別荘地も多い。

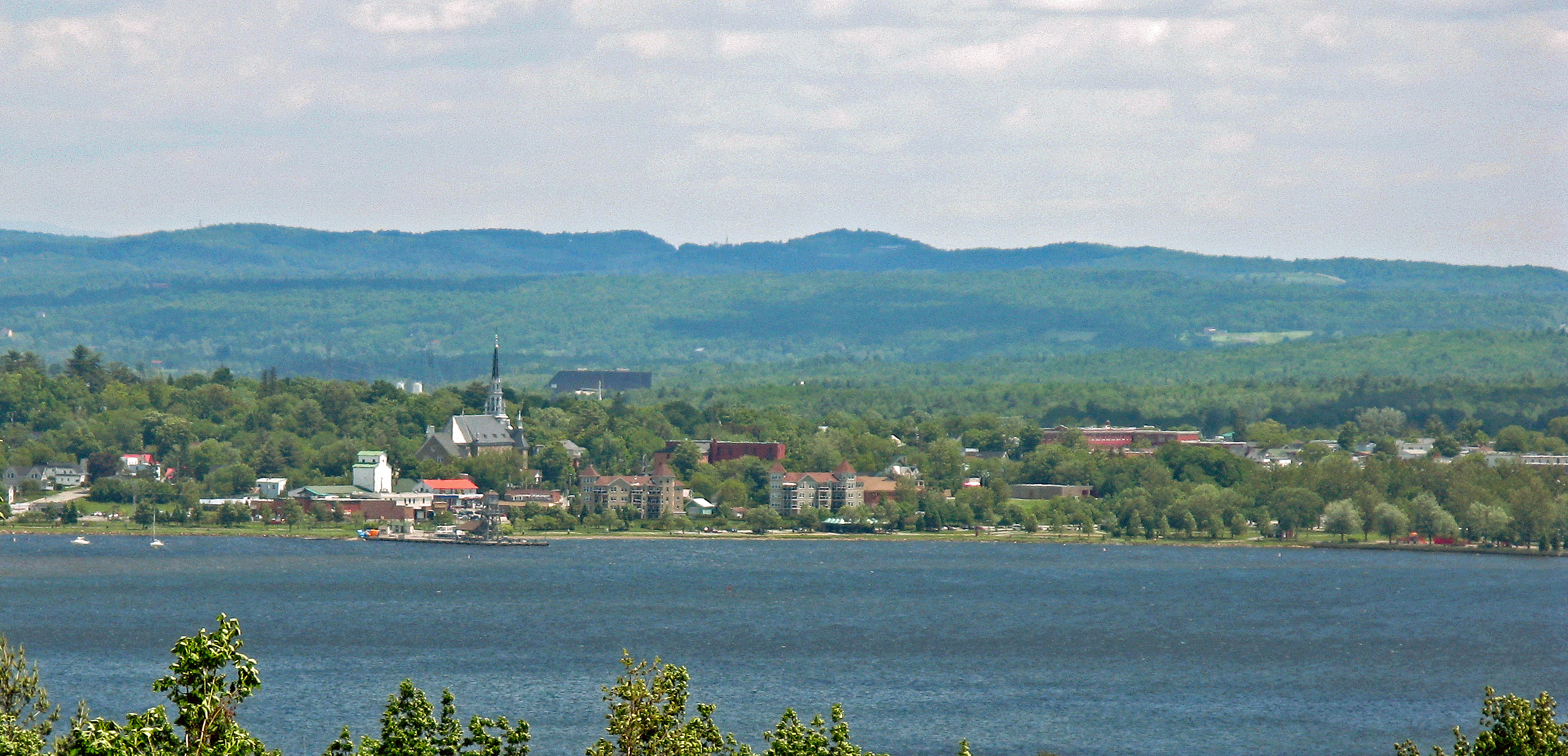
メンフレマゴグ湖

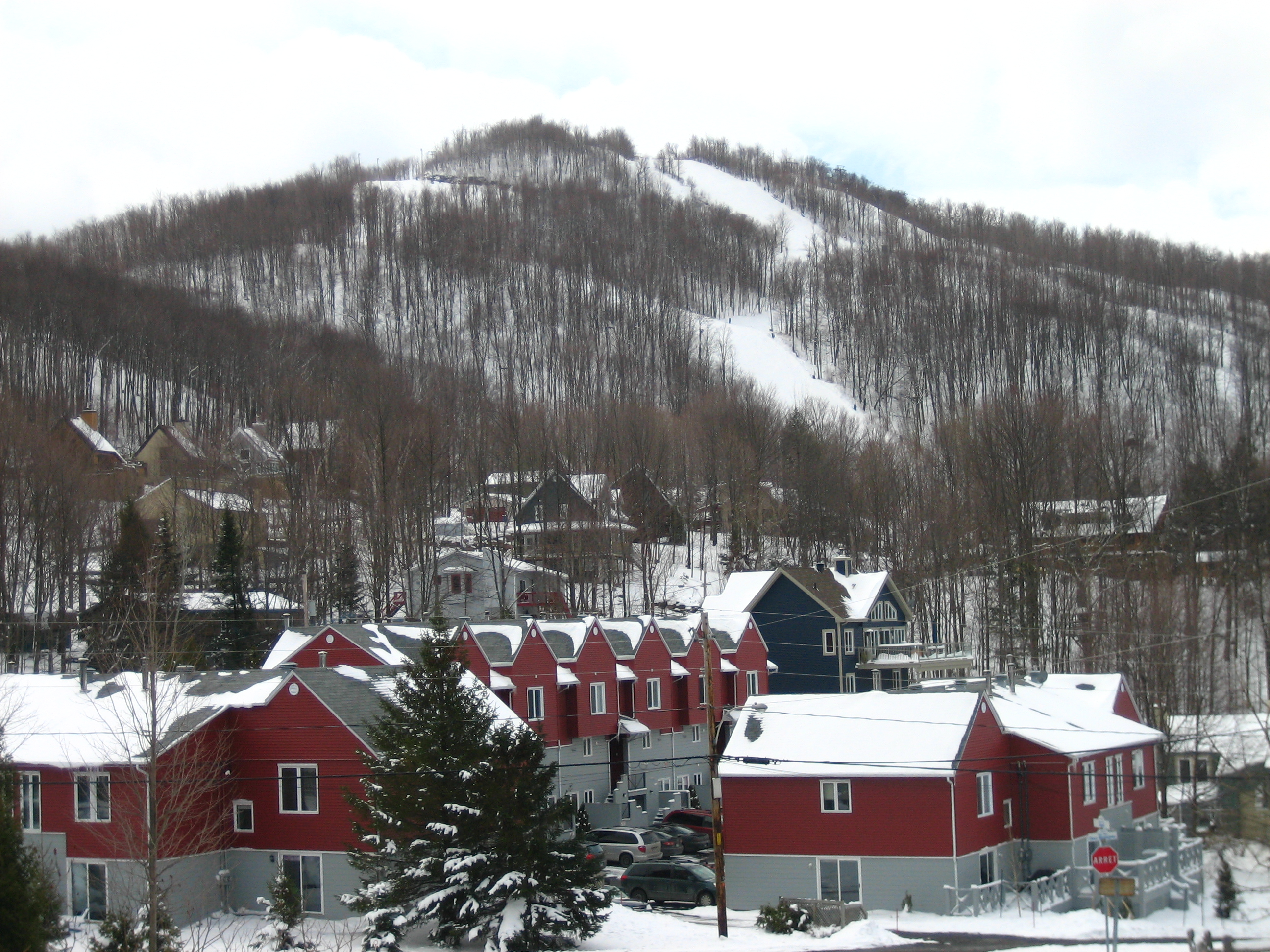
ブロモンの街並み

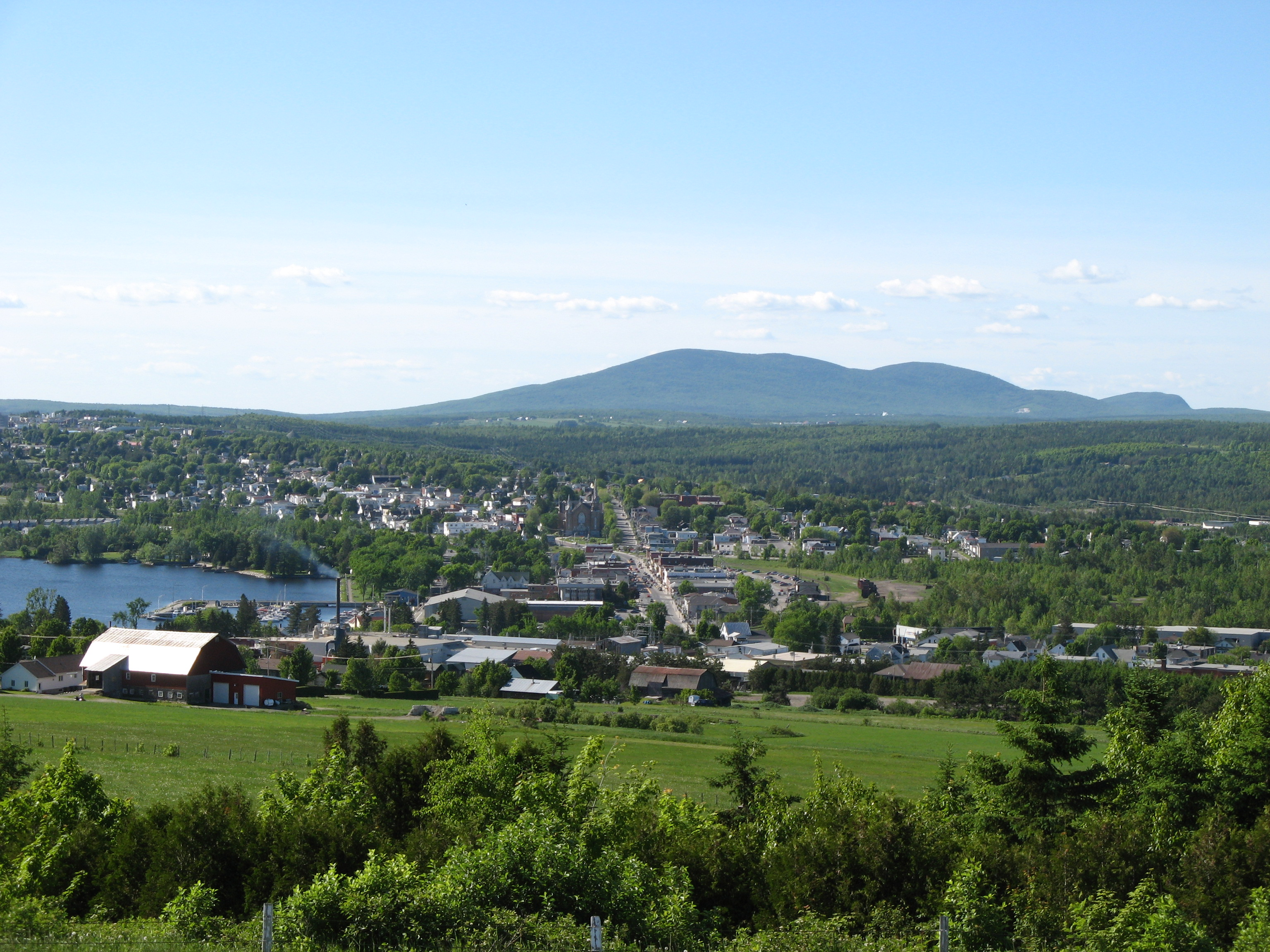

## 地理・気候
中心都市はシェルブルックで人口15万人。美しいメンフレマゴグ湖に面し、周囲のオルフォール山がスキーリゾート地になっているマゴグがイースタンタウンシップスのリゾートの中心地となっている。また、紅葉の美しさでも知られている。気候は寒冷な内陸性気候で、冬は長く厳しく雪が多く氷点下30度以下にまで下がる。秋は紅葉が美しい。

### 主な都市・町
1870年代頃までは英語圏であったために、英語の地名が数多く残っている。正式にはフランス語式に発音されるが、現在でも英語式の発音も広く用いられている。
- シェルブルック
  - レノックスビル
- マゴグ
- オルフォール
- スタンステッド
- サットン
- ダンビル
- カウアンズビル
- ラック=メガンティック
- ヴァルクール
- ウォータールー
- グランビー
- ベドフォード
- ダナム
- フレリトビュール
- ノース・ハトリー
- ブロモン
- ラック-ブロム（ノールトン：knowlton）

## スキーリゾート
- オルフォール山
- サットン山
- スキー・ブロモン
- オウルズヘッド

## 歴史

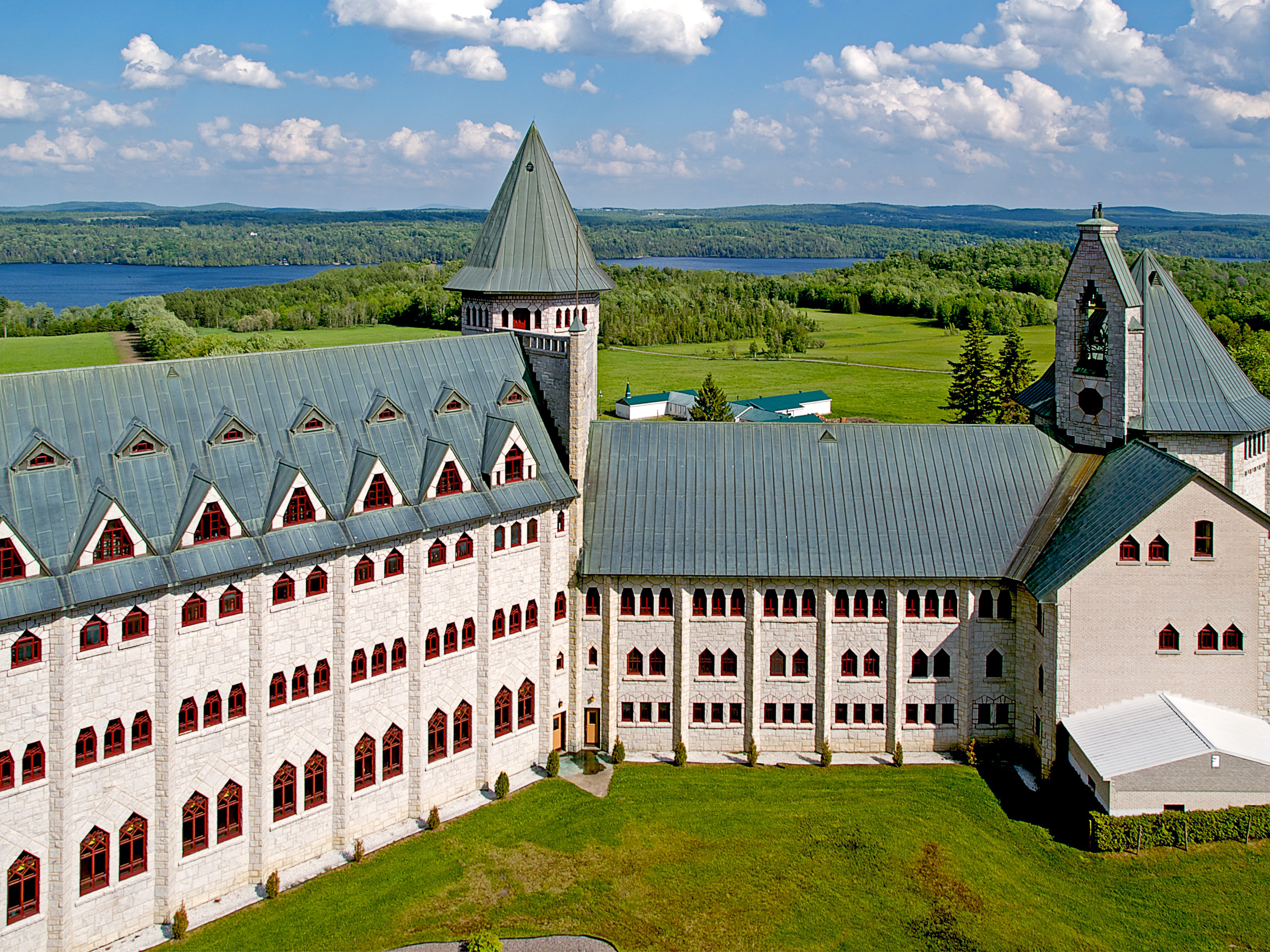
サン・ブノワ・デュ・ラック修道院

アメリカ南北戦争やアメリカ独立戦争時に、当時イギリスの植民地であったこの地に逃れてきた王党派（ロイヤリスト）によって開拓された。
- かつてのイースタンタウンシップの自治体 
  - Brome County（エストリー地域）
  - Compton County（エストリー地域）
  - Richmond County（エストリー地域）
  - Frontenac County（エストリー地域）
  - Stanstead County（エストリー地域）
  - Sherbrooke County（エストリー地域）
  - Missisquoi County（モンテレジー地域）
  - Shefford County（モンテレジー地域）
  - Arthabaska County（センター・デュ・ケベック地域）
  - Drummond County（センター・デュ・ケベック地域）
  - Wolfe County（センター・デュ・ケベック地域）
  - Mégantic County（センター・デュ・ケベック地域・ショーディエール・アパラッシュ地域）

## 交通
かつてはカナダ太平洋鉄道(CP)、後にVIA鉄道によって、モントリオールからシェルブルックを通ってアメリカのメイン州を通過しノバスコシア州のハリファックスまでを結ぶ、旅客鉄道アトランティック号が運行されていたが、1994年に廃止となった。現在は定期列車の運行はされていないが、オールフォールエクスプレス(Orford Express)という観光列車が不定期に運行されている。シェルブルックには空港があるが、旅客定期便は運航されていない。